# Gay-web

Offizielles Gay-Web-Logo

gay-web war ein ehrenamtliches Internet-Portal, das über die Schwulen- und Lesbenszene – insbesondere über homosexuelle Vereine und Initiativen – in deutschen Städten informierte.
In den 1990er Jahren gab es Informationsseiten für Schwule im Internet vor allem unter nicht aussagekräftigen Internetadressen (zum Beispiel auf Unterseiten von studentischen Websites). Da sie von Suchmaschinen nicht erfasst wurden, waren sie schwer zu finden. So entstand die Idee, für solche Seiten eine einheitliche Adressenkonvention zu schaffen. Die Domain gay-web.de wurde am 24. August 1996 freigeschaltet. Die URL setzte sich zusammen aus dem Stadtnamen und gay-web.de. Außerdem gab es Portale für Bundesländer.
Darüber hinaus waren auch viele überregionale Informationen zu finden, wie zum Beispiel die alljährlichen, deutschlandweiten CSDs, Kinoprogramme, aktuelle Nachrichten, div. Magazine sowie Kulturelles. Auch bot gay-web ein eigenes Kontaktanzeigen-Portal, welches vor allem in den Ballungsräumen sehr intensiv genutzt wurde. Das Ziel von gay-web.de war es, Informationen zu schwullesbische Angeboten in den Städten und Regionen dieses Landes sowie zu den unterschiedlichsten Themen wie Kultur, Coming Out, HIV und AIDS u. a. schnell und einfach zur Verfügung zu stellen.
Betrieben wurde das Portal vom gemeinnützigen Verein gay-web e. V. mit Sitz in Hamburg. Die Mitarbeit war ehrenamtlich, das gesamte Projekt zu keiner Zeit kommerziell geprägt. Bereits 2005 waren über 70 Städte in das Netz eingebunden. Die Finanzierung der Internet-Präsenz erfolgt durch Sponsoren und Werbung, unter anderem durch Bannerwerbung.
Laut eigenen Angaben hatte der gesamte gay-web-Verbund im Mai 2009 6,6 Millionen Seitenaufrufe.
Im September 2006 wurde das Projekt Homowiki gestartet, welches auch relevante Inhalte aufnehmen soll, die in der Wikipedia aufgrund des überwiegend heterosexuellen Blickwinkels zu kurz kommen oder als irrelevant angesehen werden.
Am 26. April 2013 wurde die Auflösung des Vereins beschlossen. Die meisten Städteseiten sowie die Bundesseite wurden zum 1. Januar 2014 abgeschaltet. Die Domains gay-web.de, auf der mit Stand Januar 2014 noch sieben Seiten erreichbar sind und homowiki.de bleiben momentan jedoch unter einem Treuhänder für den aufgelösten Verein bestehen.